# DebConf
Se conoce como Debconf (del inglés Debian Conference) a la conferencia anual organizada, aunque no exclusiva, para el grupo de desarrolladores del sistema operativo libre Debian. Se realiza desde 2001 anualmente, y para cada ocasión se escoge como sede una ciudad diferente alrededor del mundo.
Muchos componentes importantes de la distribución se han visto impulsados a partir de las ediciones del Debconf.
Se han designado tres ocasiones países de habla hispana, y es el español la lengua del país sede que más se ha repetido (tres veces), siendo la primera ocasión la Debconf 2006 en el balneario turístico de Oaxtepec en el centro de México.

## Sedes
- Burdeos (Francia) (2001)[1]
- Toronto (Canadá) (2002)[2]
- Oslo (Noruega) (2003)[3]
- Porto Alegre (Brasil) (2004)[4]
- Helsinki (Finlandia) (2005)[5]
- Oaxtepec (México) (denominada Hot & Spicy) (2006)[6]
- Edimburgo (Escocia) (2007)[7]
- Mar del Plata (Argentina) (2008)[8]
- Cáceres (España) (2009)[9]
- Nueva York (Estados Unidos) (2010)[10]
- Banja Luka (Bosnia y Herzegovina) (2011)[11]
- Managua (Nicaragua) (2012)[12]
- Vaumarcus (Suiza) (2013)[13]
- Portland (Estados Unidos) (2014)[14]
- Heidelberg (Alemania) (2015)[15]

## MiniDebConf
Existen otros eventos Debian más pequeños llamados Debian MiniConf o MiniDebConf:
La localidad de futuros y pasados eventos son:
| Debian GNU/Linux: Australian Mini-Conference 2002 | 2002: | Feb 4–5   | Brisbane, Australia  |
| Debian Miniconf2                                  | 2003: | Jan 20–21 | Perth, Australia     |
| Debian Miniconf3                                  | 2004: | Jan 12–13 | Adelaida, Australia  |
| Debian Miniconf4                                  | 2005: | Apr 18–19 | Canberra, Australia  |
| Debian Miniconf5                                  | 2006: | Jan 23–24 | Dunedin, New Zealand |
| Debian Miniconf6                                  | 2007: | Jan 15–16 | Sídney, Australia    |
| MiniDebConf Centroamérica: Panamá                 | 2010: | Mar 20–23 | Panamá, Panamá       |
| MiniDebConf 2010 Berlin                           | 2010: | Jun 10–11 | Berlín, Alemania     |
| MiniDebConf 2010 India                            | 2010: | Aug 7–8   | Pune, India          |